# Харчовик (Попівка)
Футбольний клуб Харчовик (Попівка) або просто Харчовик — український аматорський футбольний клуб з села Попівка (Конотопський район).

## Історія
Футбольний клуб «Харчовик» було засновано в селі Попівка Конотопського району Сумської області. З моменту свого заснування команда виступала в регіональних змаганнях. Клуб по одному разу вигравав золоті, срібні та бронзові медалі чемпіонату Сумської області, а в 1998 році виграв й обласний кубок. Завдяки вдалим виступам в обласних змаганнях команда отримала можливість дебютувати на всеукраїнському рівні. Починаючи з сезону 1993/94 років (з перервами) команда виступала в аматорському чемпіонаті України. Найбільшого успіху в цьому турнірі команда досягла в сезоні 1997/98 років. За результатами жеребкування колектив з Попівки потрапив до групи 3, де його суперниками були «Кристал» (Пархомівка), «Домобудівник» (Чернігів), «Локомотив» (Знам'янка), «Зірка» (Сміла), СК «Первомайськ», «Зоря» (Умань) та «Рибка» (Черкаси). З 14-ти зіграних матчів «Харчовик» 9 разів здобув перемогу та тричі розписав нічию з суперником, набравши 30 очок команда стала переможцем своєї групи. Завдяки цьому команда вийшла до групи А фінального етапу турніру, які проходили в Бурштині з 24 по 28 червня 1998 року. Суперниками «Харчовика» були «Енергетик» (Бурштин), «Шахтар» (Горлівка) та «Інтеркас» (Київ). У групі колектив з попівки з 3-ма набраними очками посів передостаннє 3-є місце, а в поєдинку за підсумкове 5-6 місце з рахунком 1:0 здолав самбірський «Промінь». Підсумкове 5-те місце надавало право поборотися в перехідних матчах кіровоградською «Зіркою-2» за право виходу до Другої ліги, але на обидва поєдинки «Харчовик» не з'явився.
У 2000-х роках команда продовжувала виступати в обласному чемпіонаті, але в першій лізі. У цьому турнірі в 2006 році попівчани завоювала чемпіонаство, а рік по тому стали срібними призерами. У 2011 році «Харчовик» знову виграв срібні нагороди Першої ліги чемпіонат Сумської області.

## Досягнення
- Аматорський чемпіонат України
  - 5-те місце (1): 1997/98

- Чемпіонат Сумської області
  -  Чемпіон (1): 1996/97
  -  Срібний призер (1): 1993
  -  Бронзовий призер (2): 1997/98, 1998/99

- Перша ліга чемпіонату Сумської області
  -  Чемпіон (1): 2006
  -  Срібний призер (2): 2007, 2011

- Чемпіонат області ФСТ «Колос»
  -  Чемпіон (2): 2012, 2013
- Кубок Сумської області
  -  Володар (1): 1998

## Відомі гравці
- Віталій Толмачов
- Роман Хмель